# Klopina
Klopina (niem. Kloppe) – gmina w Czechach, w powiecie Šumperk, w kraju ołomunieckim. Według danych z dnia 1 stycznia 2012 liczyła 632 mieszkańców.
Dzieli się na dwie części:
- Klopina
- Veleboř